# 伊藤れいこ
伊藤 れいこ（いとう れいこ、1988年8月19日 - ）は、日本のグラビアアイドル。
静岡県富士宮市出身。元ボックスコーポレーション所属。

## 来歴
- 法政大学入学後に芸能活動を開始、大学は2011年3月に卒業。
- 2010年に「日テレジェニック2010」、「さきっちょ☆ガール」に選ばれる。

## 人物
- 趣味: DVD鑑賞、絵を描くこと、料理、体を動かすこと、ネイルアート、筋トレ、散歩、読書、買い物に行く、音楽鑑賞。
- 特技: 歌を歌うこと、ダンス、料理、水泳、バスケ、おしゃべり、立ちブリッジ、なわとび、モノマネ。
- 将来は女優を目指している[1]。
- キャッチフレーズは「泣き虫アイドル」。
- ブログの締めは「いつも心に太陽を」が多い。
- 高校時代は新幹線で神奈川の箱根の女子校に中高6年間に通学していた。姉は歯科医。

## 出演

### テレビドラマ
- チーム・バチスタ第2弾 ナイチンゲールの沈黙（2009年10月9日、フジテレビ） - 看護婦 役
- 仮面ライダーオーズ/OOO（2010年9月5日・10月3日・10日・12月19日・2011年5月22日・5月29日、テレビ朝日） - 七美 役
- 熱いぞ!猫ヶ谷!!（2010年10月、メ〜テレ 他） - 美子 役
- 遺留捜査 第3シリーズ 第7話（2013年5月29日 、テレビ朝日） - 橘彩乃 役
- 土曜ワイド劇場 法医学教室の事件ファイル36（2013年11月9日、テレビ朝日） - 谷藤直子 役

### バラエティ
- アイドルの穴〜日テレジェニックを探せ!〜（2010年4月10日 - 6月26日、日本テレビ）
- ちょこっとだけ最先端バラエティー さきっちょ☆（2010年11月 - 2011年9月、テレビ朝日）
- BOX TV（2010年9月 - 2011年4月、エンタ!371・Pigoo HD） ※伊藤登場回は#1（9月）、#3（11月）、#4（12月）、#5（2011年1月）、#6（2月）、#8（4月）
- 負けたら打ち切り!番組対抗No.1決定戦（2011年1月1日、エンタ!371・Pigoo HD） - 「BOXチーム」で出場
- 愛しのメロンパン（テレ朝チャンネル）
- 小林家の人々・コレができたらニッポン人（2011年8月13日、NHK総合） - アイドル 役
- アイドル☆リーグ!（2011年10月5日 - 、日テレプラス、日本テレビ）
- 内村TBS（2011年10月14日、TBS）
- SMAP×SMAP（2012年11月26日、フジテレビジョン｜フジテレビ） - コント「殿リーマン」に出演

### 映画
- ほんとうにあった怖い話 エピソード4「痕跡」 - 主演・富永佐知子 役
- HOT SNOW - ヒロイン・美南 役

### 舞台
- 美女から野獣
- HELLO WORK(GO-SUNS) - 黒塚エリコ 役
- 渚のはなし(Infinite) - さくら 役
- 正太くんの青空(GO-SUNS) - 井上先生 役

### CM
- ゼリア新薬 ヘパリーゼ（2011年7月25日 - 全国放映） - タクシードライバー 役[2]
- ロッテ ACUO「喜びダンス編」

### ネットドラマ・動画
- 美人坂（2010年7月2日 - 8月6日、JNC） - レイコ 役
- 科学の地平線〜世界のビッグサイエンス〜（サイエンスチャンネル） - ライブラリアン 役

### 雑誌掲載
- バイシクル・ナビ
- Hanako-No.1000記念号（2011年8月11日号）

### DVD
- アイドルの穴2010〜日テレジェニックを探せ! 放送禁止!?〜未来のトップアイドル候補〜お宝制服運動会
- アイドルの穴2010〜日テレジェニックを探せ! 自主規制!?〜テレビでは流せなかった〜アイドルだらけの水泳大会
- アイドルの穴2010〜日テレジェニックを探せ! COMPLETE DVD-BOX 4枚組
- 熱いぞ!猫ヶ谷!! 第1巻〜第10巻（バップ）
- 熱いぞ!猫ヶ谷!!DVD-BOX I（2011年1月7日、バップ）
- 熱いぞ!猫ヶ谷!!DVD-BOX II（2011年3月4日、バップ）
- 日本で一番怖い話 江戸怪談（2011年7月22日、ビクターエンタテインメント）
- もっと熱いぞ!猫ヶ谷!!（2011年10月 - ）

#### イメージDVD
- 一日一礼（2010年11月26日、アドバンスエージェンシー）
- Beautiful Day（2011年4月27日、イーネット・フロンティア）

### デジタル写真+ムービー作品集
- れいことデートしよっ！（2011年7月5日、石川信介撮影、ファンプラス・GザテレビジョンPLUS配信）